# Roda JC in het seizoen 1967/68
Het seizoen 1967/1968 was het zesde jaar in het bestaan van de Kerkraadse betaaldvoetbalclub Roda JC. De club kwam uit in de Tweede divisie en eindigde daarin op de vijfde plaats. Tevens deed de club mee aan het toernooi om de KNVB beker, hierin werd de club in de groepsfase uitgeschakeld.

## Wedstrijdstatistieken

### Tweede divisie
|       | AGOVV | Baronie | SC Drente | EDO   | Excelsior | Fortuna | Gooiland | De Graafschap | Heerenveen | Helmond Sport | Hermes DVS | Hilversum | Limburgia | NOAD  | PEC   | Veendam | Wageningen | ZFC   | Zwolsche Boys |
| ----- | ----- | ------- | --------- | ----- | --------- | ------- | -------- | ------------- | ---------- | ------------- | ---------- | --------- | --------- | ----- | ----- | ------- | ---------- | ----- | ------------- |
| Thuis | 2 – 1 | 3 – 2   | 3 – 0     | 1 – 1 | 2 – 0     | 2 – 0   | 4 – 1    | 1 – 0         | 2 – 0      | 2 – 1         | 2 – 1      | 2 – 3     | 2 – 1     | 2 – 0 | 4 – 1 | 3 – 0   | 2 – 2      | 0 – 1 | 2 – 2         |
| Uit   | 1 – 1 | 5 – 0   | 2 – 0     | 0 – 0 | 2 – 3     | 0 – 0   | 3 – 0    | 3 – 4         | 0 – 1      | 2 – 0         | 2 – 4      | 0 – 2     | 2 – 2     | 1 – 1 | 5 – 0 | 3 – 1   | 3 – 1      | 3 – 1 | 0 – 3         |

### KNVB beker
| Groepsfase                                     | Fortuna '54                                          | 2 – 3 (0 – 1) | Roda JC                                                         |
| 22 februari 1968 Plaats: Geleen Mauritsstadion | Harry Golsteijn 59' John Gubbels 73'                 |               | 23' (e.d.) Jean Munsters 63' Walter Kousen 72' Wim Langenhuizen |
| Groepsfase                                     | Roda JC                                              | 3 – 3 (3 – 1) | Limburgia                                                       |
| 10 maart 1968 Plaats: Kerkrade Kaalheide       | Fred Gillissen 9' Walter Kousen 21' Hens Fischer 38' |               | 41', 90' Emil Klostermann 55' Jan Janssen                       |
| Groepsfase                                     | Sittardia                                            | 4 – 2 (0 – 1) | Roda JC                                                         |
| 24 maart 1968 Plaats: Sittard De Baandert      | Frans Guns 40', 84', –' Ned Bulatović                |               | Wim Langenhuizen 67' Fred Gillissen                             |
| Groepsfase                                     | Roda JC                                              | 2 – 2 (2 – 1) | MVV                                                             |
| 7 april 1968 Plaats: Kerkrade Kaalheide        | Uwe Blotenberg –', 28'                               |               | 5' Willy Brokamp 50' Zef Geurten                                |

## Statistieken Roda JC 1967/1968

### Eindstand Roda JC in de Nederlandse Tweede divisie 1967 / 1968
| Stand | Gespeeld | Gewonnen | Gelijk | Verloren | Punten | Doelpunten voor | Doelpunten tegen |
| ----- | -------- | -------- | ------ | -------- | ------ | --------------- | ---------------- |
| 5e    | 38       | 20       | 8      | 10       | 48     | 65              | 54               |

### Topscorers
| #              | Naam                | Goal |
| -------------- | ------------------- | ---- |
| 1.             | Uwe Blotenberg      | 28   |
| 2.             | Wim Langenhuizen    | 12   |
| 3.             | Fred Gillissen      | 8    |
| 4.             | Horst Gnielka       | 6    |
| 5.             | Walter Kousen       | 5    |
| 6.             | Hens Fischer        | 1    |
| 6.             | Leo van der Linden  | 1    |
| 6.             | John Pfeiffer       | 1    |
| 6.             | Dré Rijnders        | 1    |
| 6.             | Jo Strüver          | 1    |
| Eigen doelpunt |                     |      |
| –              | Ger Schuurman (PEC) | 1    |
| Totaal         | Totaal              | 65   |

| #              | Naam                        | Goal |
| -------------- | --------------------------- | ---- |
| 1.             | Uwe Blotenberg              | 2    |
| 1.             | Fred Gillissen              | 2    |
| 1.             | Walter Kousen               | 2    |
| 1.             | Wim Langenhuizen            | 2    |
| 5.             | Hens Fischer                | 1    |
| Eigen doelpunt |                             |      |
| –              | Jean Munsters (Fortuna '54) | 1    |
| Totaal         | Totaal                      | 10   |

## Voetnoten
AGOVV · Baronie · SC Drente · EDO · Excelsior · Fortuna · Gooiland · De Graafschap · Heerenveen · Helmond Sport · Hermes DVS · Hilversum · Limburgia · NOAD · PEC · Roda JC · Veendam · Wageningen · ZFC · Zwolsche Boys